# Terry Hayes
Terry Hayes (8 de outubro de 1951) é um roteirista e produtor de cinema inglês.